# Ungarische Akademie der Wissenschaften

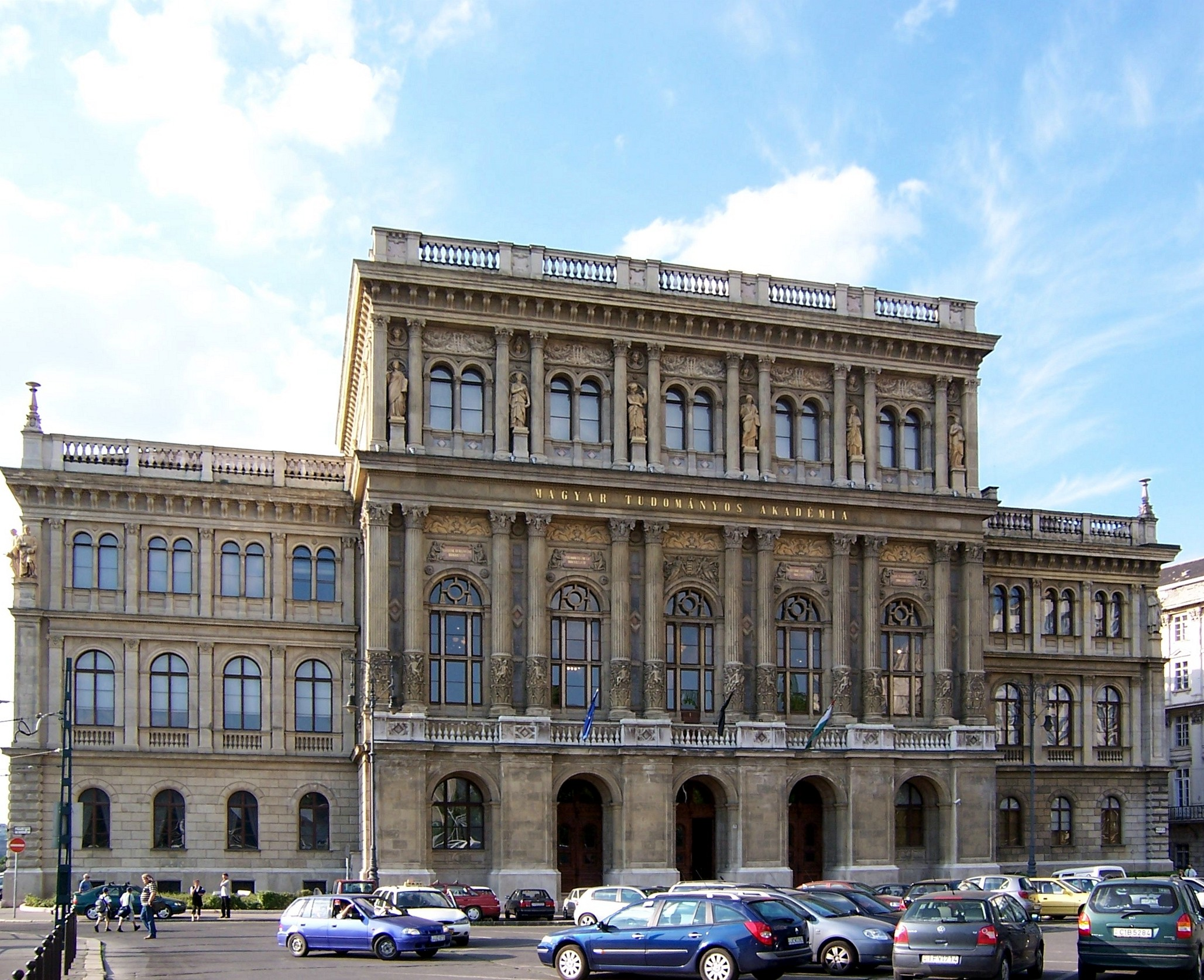
Ungarische Akademie der Wissenschaften

Die  Ungarische Akademie der Wissenschaften (kurz MTA, ungarisch Magyar Tudományos Akadémia) ist die höchste wissenschaftliche Einrichtung in Budapest, Ungarn. Sie hat ihren Sitz in Budapest und über 100 Forschungsgruppen bzw. Institute in mehreren Bezirkshauptstädten, darunter in Debrecen, Sopron (GGRI) und in Miskolc. Die Akademie gliedert sich seit 1994 in elf Sektionen.

## Geschichte
Die Akademie wurde am 3. November 1825 unter dem Mentor Graf Széchenyi in Pressburg gegründet, dem damaligen Sitz des Ungarischen Parlaments. Der in Wien als Unternehmer tätige Graf war in der Zeit Metternichs einer der bekanntesten Wissenschafts- und Kunstmäzene des Kaisertums Österreich und wurde zum Erneuerer der magyarischen Nation. Er bot für die Gründung sein Jahreseinkommen an. Schon sein Vater Ferenc Széchényi hatte 1802 durch Schenkung seiner Sammlungen das Ungarische Nationalmuseum begründet.
Die Bezeichnung der Akademie entstand 1845. Das Gebäude, vom Architekten Friedrich August Stüler im Stil der Neorenaissance errichtet, wurde 1865 eingeweiht.
In den ersten Jahrzehnten – insbesondere bis zum Österreichisch-Ungarischen Ausgleich 1866 – befasste sich die Akademie u. a. mit dem ungarischen Bildungssystem. Nach der Klärung des politischen Status Ungarns konnte sie sich ab 1867 verstärkt der Wissenschaftsförderung zuwenden und gliedert sich seit längerem in drei Hauptbereiche (laut englischer Homepage):
- Sprachwissenschaft und Schöne Künste
- Philosophische, soziale und historische Wissenschaften
- Mathematik und Naturwissenschaften.

Seit 2003 organisiert die Ungarische Akademie der Wissenschaften in Zusammenarbeit mit der UNESCO, der Europäischen Kommission und dem Internationalen Wissenschaftsrat (ICSU) das World Science Forum (WSF, dt. Weltwissenschaftsforum), die weltgrößte internationale Konferenzreihe zur globalen Wissenschaftspolitik. Sie findet seit 2003 alle zwei Jahre in der ungarischen Hauptstadt Budapest statt und sieht sich im Wissenschaftsbereich als das künftige Äquivalent zum jährlichen Weltwirtschaftsforum (World Economic Forum) im schweizerischen Davos, als „das Davos der Wissenschaft“.

## Akademiemitglieder und Fachbereiche
Nach dem Akademiegesetz von 1994 darf die Zahl der ordentlichen Akademiemitglieder 200 nicht überschreiten (doch zählen Ältere über 70 Jahren nicht mit). Weitere hervorragende Wissenschaftler können – wie international üblich – als korrespondierendes oder als auswärtiges Mitglied kooptiert werden.
Die Akademie der Wissenschaften ist in elf Fachbereiche gegliedert:
- I. Linguistik und Literatur
- II. Philosophie und Geschichte
- III. Mathematik
- IV. Agrarwissenschaft
- V. Medizin
- VI. Technik/Maschinenbau
- VII. Chemie
- VIII. Biologie
- IX. Wirtschaftswissenschaft und Rechtswissenschaft
- X. Geowissenschaft
- XI. Physik

Im Jahr 2012 wurde der Bereich II umgegliedert und das Geisteswissenschaftliche Forschungszentrum (Bölcsészettudományi kutatóközpont; MTA BTK) gegründet. Unter diesem Dach sind seither das Archäologische Institut, das Institut für Musikwissenschaft, das Institut für Literaturwissenschaft, das Institut für Geschichte und das Philosophische Institut vereint.

## Präsidenten der Akademie
| József Teleki                | 17. November 1 1830 – 15. Februar 1855 |
| Emil Dessewffy               | 17. April 1855 – 10. Januar 1866       |
| József Eötvös                | 18. März 1866 – 2. Februar 1871        |
| Menyhért Lónyay              | 17. Mai 1871 – 3. November 1884        |
| Ágoston Trefort              | 28. Mai 1885 – 22. August 1888         |
| Loránd Eötvös                | 3. Mai 1889 – 5. Oktober 1905          |
| Albert Berzeviczy            | 27. November 1905 – 22. März 1936      |
| Joseph August von Österreich | 22. März 1936 – Oktober 1944           |
| Gyula Kornis                 | 7. März 1945 – 29. Oktober 1945        |
| Gyula Moór                   | 29. Oktober 1945 – 24. Juli 1946       |
| Zoltán Kodály                | 24. Juli 1946 – 29. November 1949      |
| István Rusznyák              | 29. November 1949 – 5. Februar 1970    |
| Tibor Erdey-Grúz             | 5. Februar 1970 – 16. August 1976      |
| János Szentágothai           | 26. Oktober 26, 1976 – 6. Mai 1977     |
| János Szentágothai           | 6. Mai 1977 – 10. Mai 1985             |
| Iván T. Berend               | 10. Mai 1985 – 24. Mai 1990            |
| Domokos Kosáry               | 24. Mai 1990 – 9. Mai 1996             |
| Ferenc Glatz                 | 9. Mai 1996 – 4. Mai 2002              |
| Szilveszter Vizi             | 5. Mai 2002 – 6. Mai 2008              |
| József Pálinkás              | 6. Mai 2008 – 6. Mai 2014              |
| László Lovász                | 6. Mai 2014 – 31. Juli 2020            |
| Tamás Freund                 | seit 1. August 2020                    |

## Nobelpreisträger, die die Akademie hervorgebracht hat
- Philipp E. A. von Lenard (1862–1947), 1905, Nobelpreis für Physik
- Robert Bárány (1876–1936), 1914, Nobelpreis für Medizin
- Richard A. Zsigmondy (1865–1929), 1925, Nobelpreis für Chemie
- Albert von Szent-Györgyi (1893–1986), 1937, NP für Medizin
- George de Hevesy (1885–1966), 1943, NP für Chemie
- Georg von Békésy (1899–1972), 1961, NP für Medizin
- Eugene P. Wigner (1902–1995), 1963, NP für Physik
- Dennis Gabor (1900–1979), 1971, NP für Physik
- John C. Polanyi (* 1929), 1986, NP für Chemie
- George A. Olah (1927–2017), 1994, NP für Chemie
- John C. Harsanyi (1920–2000), 1994, Nobelpreis für Ökonomie
- Imre Kertész (1929–2016), 2002, Nobelpreis für Literatur
- Avram Hershko (* 1937), 2004, NP für Chemie

Quelle

## Forschungsinstitute
Die MTA gliedert sich in etwa 40 eigene Forschungsinstitute und unterhält außerdem über 100 Forschungsgruppen an folgenden Hochschulen:
- Musikinstitut im Palais Erdődy-Hatvany
- Technische und Wirtschaftswissenschaftliche Universität und Loránd-Eötvös-Universität (beide in Budapest)
- die Universitäten von Debrecen, Kaposvár, Miskolc, Pécs, Szeged und Veszprém
- die Westungarische Universität in Sopron
- einige Fakultäten für Medizin und für Theologie
- die Landwirtschaftliche Hochschule in Gödöllő
- verschiedene Museen und Colleges
- die Széchényi-Nationalbibliothek in der Hauptstadt

## Sonstiges
János Áder, von 2012 bis 2022 ungarischer Staatspräsident, arbeitete an der MTA am Institut für Soziologie. Sein Spezialgebiet war die gesetzgeberische Tätigkeit des Parlaments.